# Hyrdebrev
Hyrdebrev (efter den latinske betegnelse for en præst pastor, 'hyrde'), er navnet på en biskops rundskrivelse til stiftets præster og menigheder med retledende udtalelser om spørgsmål og forhold, som ligger for.

## Praksis
Et hyrdebrev læses normalt op fra prædikestolen på samme dag i alle kirker.

## Danmark
Et af de kendte danske hyrdebreve er det store fælles hyrdebrev, som de danske biskopper udstedte ved udsendelsen af den augsburgske konfession ved reformationsjubilæet 1817. Også det danske hyrdebrev fra oktober 1943 vendt mod jødeforfølgelserne er velkendt.

## Sverige
I den svenske kirke plejer en ny biskop altid at udsende et hyrdebrev, når han eller hun ordineres til sit embede. Det kan være en hel bog eller bare en kortfattet tekst om hvad den ny biskop synes er vigtigt for kirken og evangeliet i dag. Nogle biskopper har endda sendt deres hyrdebrev som et lille hefte til alle husstande i stiftet, i et forsøg på at nå kontakt med alle medlemmer. 

## Nye Testamente
Traditionen stammer fra apostelbrevene i Det nye Testamente og brevene til menighederne i den kristne kirkes første tid.

## Fra paven
Et hyrdebrev fra paven kaldes en encyklika.
Den 20. marts 2010, har Vatikanet offentliggjort pave Benedikt XVIs hyrdebrev til de irske katolikker.
I hyrdebrevet til samtlige katolikker i Irland udtrykker pave Benedikt XVI sin utilfredshed med de overgreb på børn og unge, der er blevet begået af katolske gejstlige i Irland samt måden hvorpå de lokale biskopper og ledere af ordenssamfund håndterede disse problemer..

## Verdslig
Man ser tillige begrebet hyrdebrev anvendt i adskillige verdslige sammenhænge, eksempelvis en koncernchef, der meddeler sig til samtlige sine medarbejdere.